# Гней Корнелий Аквилий Нигер
Гней Корнелий Аквилий Нигер (на латински: Gnaeus Cornelius Aquilius Niger; * 135) е политик на Римската империя, суфектконсул и проконсул на Нарбонска Галия през 2 век.
Корнелий Нигер произлиза от фамилята Корнелии – Аквилии. Син е на Гней Корнелий Север и внук на Гней Пинарий Корнелий Север (суфектконсул 112 г.).
Той се жени за Корнелия (* 140 г.), дъщеря на Сервий Корнелий Сципион Салвидиен Орфит (консул 149 г.) и Аквилия Нигрина, дъщеря на Квинт Аквилий Нигер (консул 117 г.). Двамата имат син Гней Корнелий Аквилий Орфит, който е вероятно суфектконсул през 200 г.